# Oskar Vogt

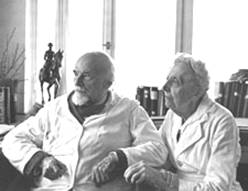
Oskar Vogt zusammen mit seiner Ehefrau Cécile Vogt

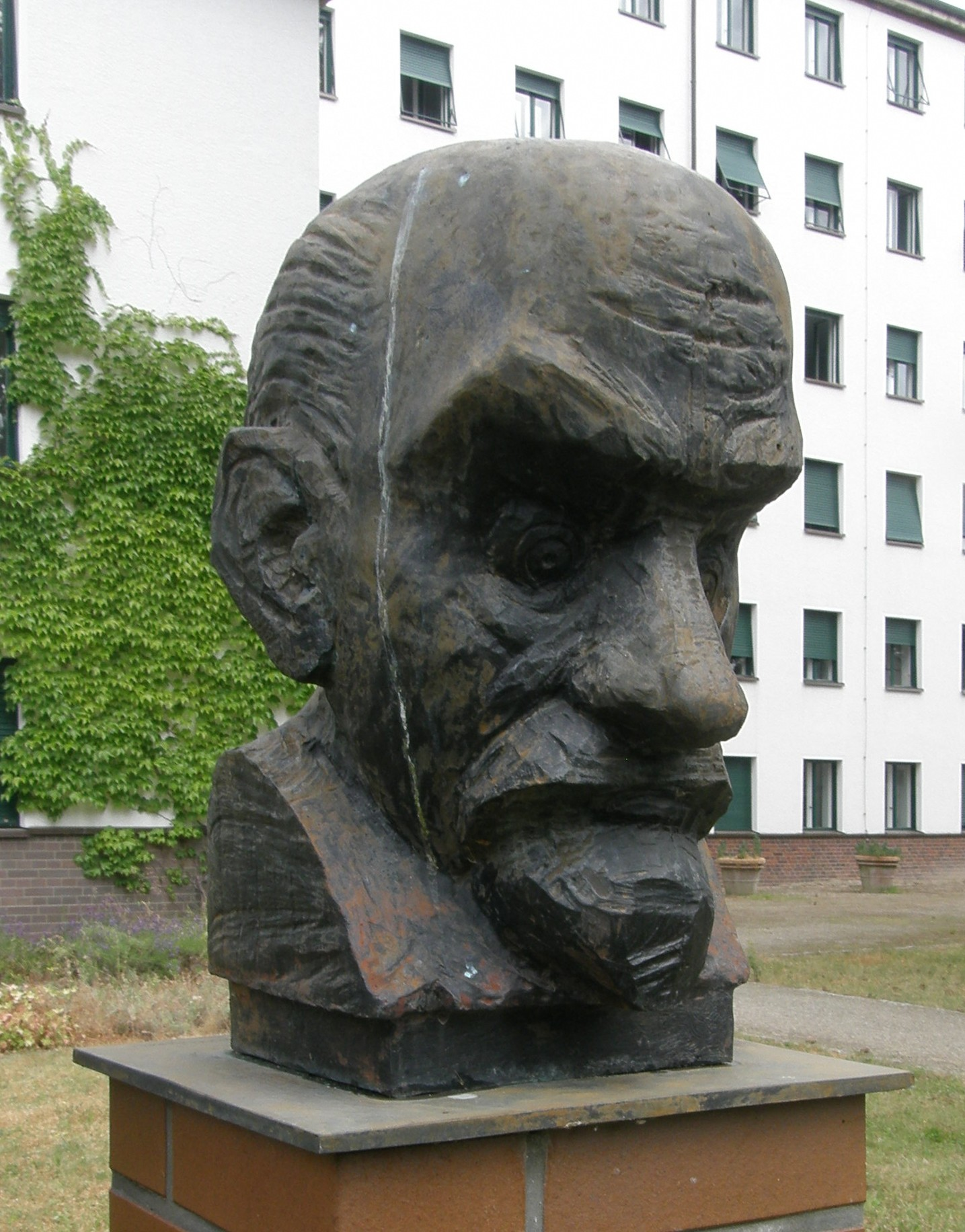
Hans Scheib: Büste Vogts auf dem Campus Berlin-Buch

Oskar Vogt (* 6. April 1870 in Husum; † 31. Juli 1959 in Freiburg im Breisgau) war ein deutscher Nervenarzt und Hirnforscher.
Er war mit der französischen Neurologin und Hirnforscherin Cécile Vogt verheiratet und arbeitete mehr als sechzig Jahre mit ihr zusammen. Das Paar ist für seine gemeinsame Pionierarbeit in der lokalisatorischen Hirnforschung bekannt.

## Leben
Oskar Vogt, der Sohn eines Pastors an der Marienkirche in Husum, absolvierte die Husumer Gelehrtenschule, wurde von einem Onkel für Darwins Deszendenzlehre begeistert und studierte von 1888 bis 1894 Psychologie, Zoologie und Medizin in Kiel und, angezogen von Ernst Haeckel, ab 1890 in Jena. 1890 wurde er in Jena Mitglied der Burschenschaft Teutonia Jena, der bereits sein Vater und sein Onkel angehört hatten. 1894 wurde er mit seiner Arbeit Ueber Fasersysteme in den mittleren und caudalen Balkenabschnitten in Jena promoviert. Im Anschluss arbeitete er an der Psychiatrischen Klinik bei Otto Binswanger, bei dem er seit 1893 Assistent war, und hielt sich, vermittelt von Binswanger, bei Auguste Forel in Zürich auf. Forel, unter anderem Ameisenforscher, und Vogt, unter anderem Hummelsammler, wurden Freunde. Bei Forel lernte Vogt 1894 die therapeutische Anwendung der Hypnose. Forel übertrug ihm die Redaktion der Zeitschrift für Hypnotismus (ab 1902: Journal für Psychologie und Neurologie).
Im Oktober 1894 wurde Vogt Assistent an der Leipziger Psychiatrischen und Nervenklinik von Paul Flechsig. Bereits ein halbes Jahr später wurde Vogt von Flechsig unter anderem seiner hypnotischen Therapiemethoden wegen gekündigt. In einem privaten Brief an Forel bezeichnete Vogt Flechsig 1895 als „Lumpen und Dégenerée“ sowie als Verleumder. Auch Emil Kraepelin hatte zehn Jahre zuvor an Flechsigs Institut mit diesem nach wenigen Monaten unlösbare Differenzen entwickelt, war von diesem gekündigt worden und empfand dessen Vorwürfe als Verleumdungen. Im Dezember 1895 schloss Vogt einen Arbeitsvertrag mit dem Eigentümer der Wasserheilanstalt Bad Alexandersbad bei Wunsiedel ab, dem Arzt Emil Cordes. Der Vertrag wurde bereits im Januar 1897 wegen „geschäftlicher Differenzen“ aufgelöst, obwohl Vogt bis 1900 leitender Arzt der Anstalt bleiben sollte. Zeitweilig war währenddessen der spätere Neuroanatom Korbinian Brodmann als Assistent an der Wasserheilanstalt tätig, um sich zugleich von den Folgen einer Diphtherieerkrankung zu erholen. In Alexandersbad lernte Vogt seinen späteren Förderer Alfred Krupp als Patienten kennen.

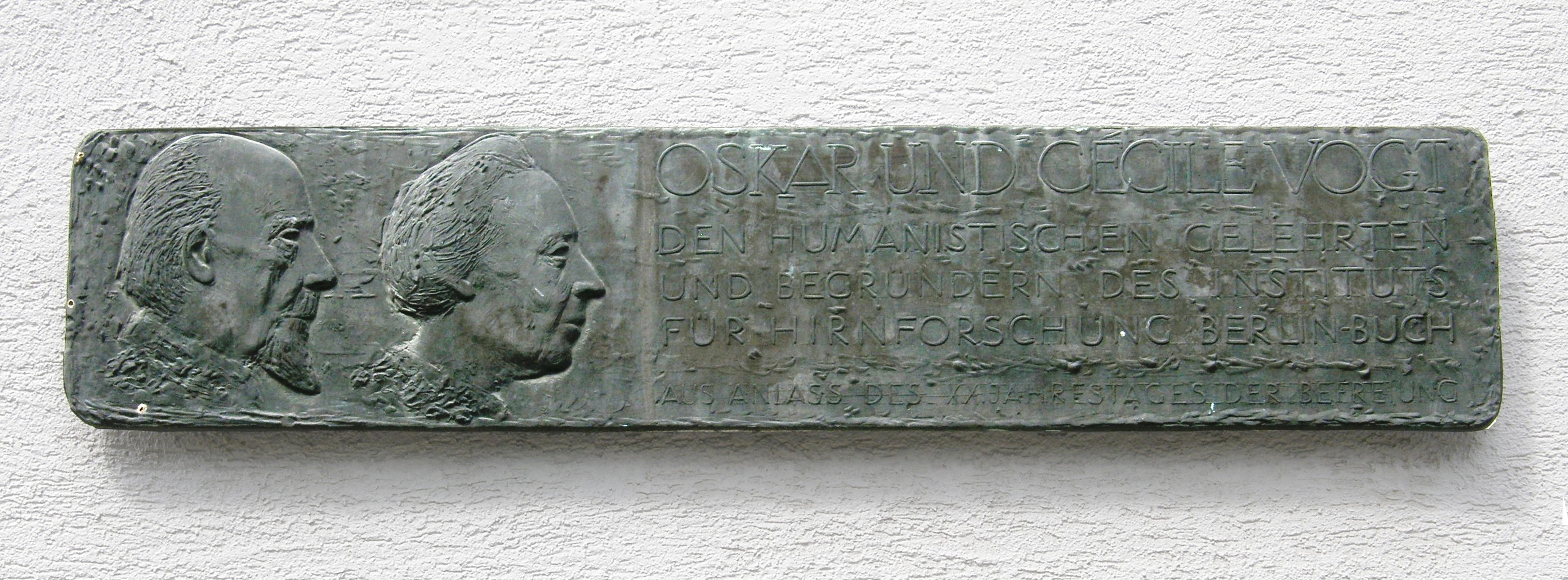
Gedenktafel für Oskar und Cécile Vogt am ehemaligen Institut für Hirnforschung in Berlin-Buch. Künstler: Axel Schulz (1965)

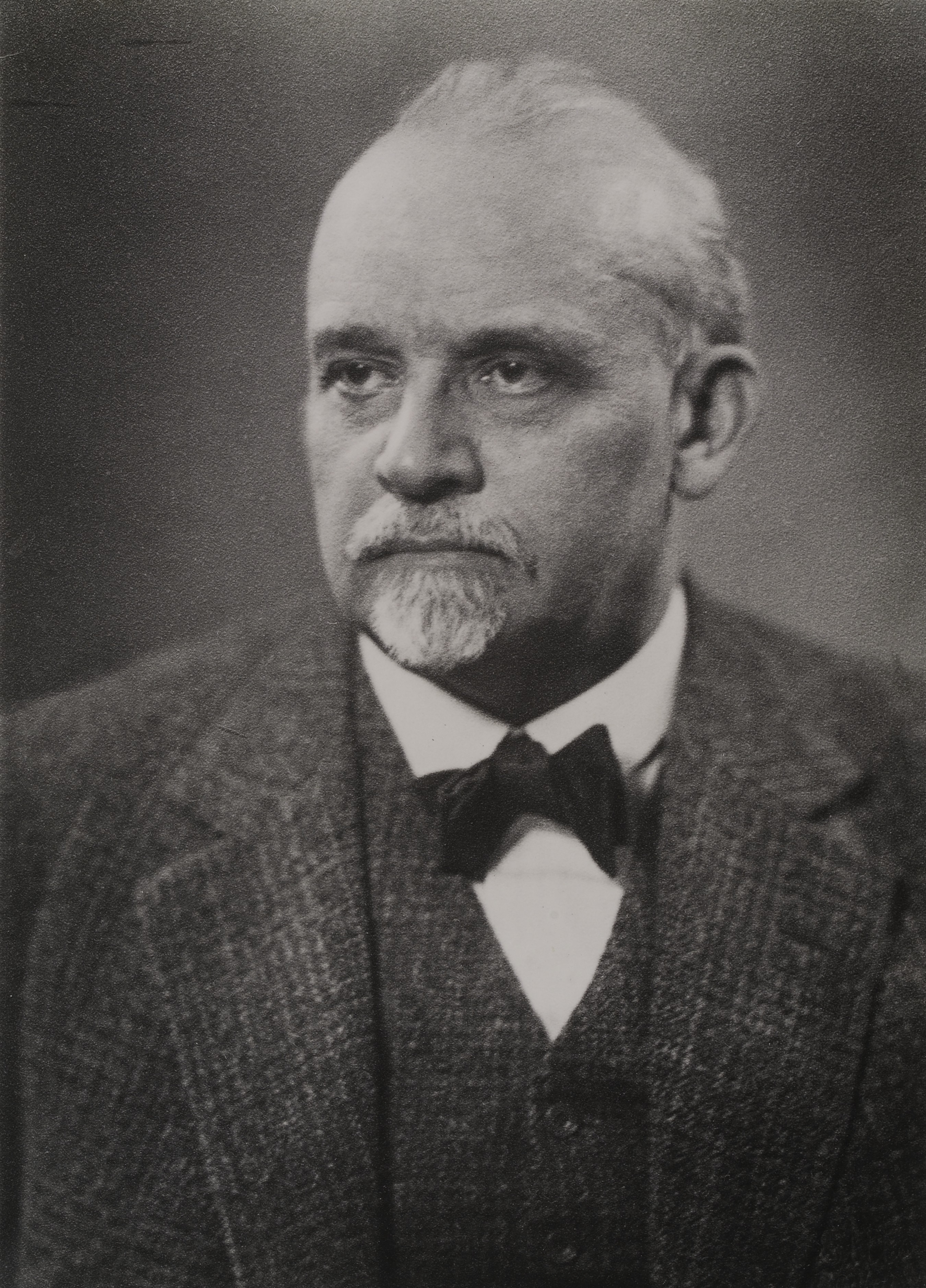
Oskar Vogt, etwa 1920

Vogt betrieb, nachdem er 1899 geheiratet hatte, in der Magdeburger Straße 16 in Berlin-Dahlem eine Praxis als Nervenarzt und errichtete ein Privatlabor für Hirnforschungen, die „Neurologische Zentralstation“. Im Jahr 1902 gründete Vogt das Neurobiologische Laboratorium der Universität Berlin, das aus der Neurologischen Zentralstation hervorging und an der ab 1901 auch Korbinian Brodmann forschte. Aus dem Neurobiologischen Laboratorium ging 1914 das Kaiser-Wilhelm-Institut für Hirnforschung (KWI für Hirnforschung) hervor (Neubau 1931 in Berlin-Buch). Im Jahr 1913 hatte Krupp eingewilligt, für die Errichtung eines KWI für Hirnforschung unter Vogts Leitung eine Million Mark zu stiften. Vogt wurde mit mindestens 20 Anträgen durch die Notgemeinschaft der Deutschen Wissenschaft (NDW) gefördert.
Von Mitte 1925 bis Mitte 1927 ließ Vogt in 30.000 Schnitten das Gehirn des kommunistischen Revolutionärs Lenins sezieren und stellte dabei eine außergewöhnliche Häufung von Pyramidenzellen in der dritten Hirnrindenschicht fest. Daraus schlussfolgerte er, dass Lenin eine besonders ausgeprägte Assoziationsfähigkeit besessen hätte, und bezeichnete ihn bei einem Vortrag in Moskau 1929 als einen „Assoziationsathleten“. Diese Folgerung war jedoch auch schon zu dieser Zeit stark umstritten. Später erhielt Vogt NDW-Gelder „zur Erforschung der pathologischen Anatomie des Schwachsinns“ sowie für „kriminalbiologische Untersuchungen“. Vogt suchte dabei nach einem „morphologischen Substrat für cerebrale Über- und Unterwertigkeit“. 1929 schrieb er: „Die Erfassung des Unter- und Überwertigen im Hirnbau soll dabei die Grundlage bilden für praktische Maßnahmen zur Unterdrückung der Unterwertigen und zur Höherzüchtung des Vollwertigen.“
Im Jahr 1926 kam auf Einladung Vogts der sowjetische Genetiker Nikolai Timoféeff-Ressovsky an das KWI für Hirnforschung und befasste sich dort mit Mutationen bei Fruchtfliegen. In Moskau, wo Vogt 1927 Leiter des Staatsinstituts für Hirnforschung wurde, war Vogt nur gelegentlich anwesend. Vogt wollte nach eigenen Angaben 1928 als Mitglied eines Russisch-Deutschen Komitees für Rassenforschung klären, „wieweit kulturell zurückgebliebene Nationen nur kulturarm oder gleichzeitig infolge ihres Gehirnbaus nur begrenzt kulturfähig sind“.
Oskar Vogt war von 1930 bis 1937 Direktor des KWI für Hirnforschung (Vorgängerinstitution des Max-Planck-Instituts für Hirnforschung) im 1928 begonnenen Neubau auf einem Gelände in Berlin-Buch, bis er wegen seiner Haltung gegenüber Kommunisten und Juden denunziert wurde. Am 15. März 1933 war das Institut von einer SA-Einheit besetzt worden; in diesem Zusammenhang wurde Vogt vorgeworfen, Kommunisten zu unterstützen. Eine dem KWI angeschlossene Nervenklinik unter Leitung von Gertrud Soeken wurde im Mai 1932 bezugsfertig. Obwohl ihm das Ministerium bereits 1934 gekündigt hatte und er 1935 die Institutsleitung an Hugo Spatz hatte abgeben müssen, blieb Vogt noch mehr als zwei Jahre geschäftsführend im Amt, bis er das 67. Lebensjahr vollendet hatte. Mit seiner Frau, der französischen Hirnforscherin Cécile Vogt (geborene Mugnier), die er während einer auf Empfehlung Forels gemachten Fortbildungsreise nach Paris im Winter 1896/98 kennengelernt und 1899 geheiratet hatte, zog er nach Neustadt im Schwarzwald, wo er das private Institut für Hirnforschung und allgemeine Biologie aufbaute und mit Unterstützung der Familie Krupp forschend bis zu seinem Tod leitete.
Nach dem Ehepaar Vogt ist das Vogt-Vogt-Syndrom benannt.
In der Zeit der Nürnberger Prozesse bekam er keine Unterstützung für seine Idee, die Gehirne der verurteilten und hingerichteten Hauptkriegsverbrecher des Dritten Reiches zu untersuchen.
Ab 1924 war Vogt korrespondierendes Mitglied der Akademie der Wissenschaften der UdSSR, im Jahr 1932 wurde er Mitglied der Deutschen Akademie der Naturforscher Leopoldina und war ab 1950 Ehrenmitglied der Deutschen Akademie der Wissenschaften zu Berlin.
Oskar Vogt war ein leidenschaftlicher Entomologe und hatte sich dabei in erster Linie den Hummeln verschrieben. Er beschäftigte sich intensiv mit den Färbungsvariationen dieser Gattung und beschrieb auch ein paar neue Arten, wie die Große Erdhummel. Vogt unternahm zahlreiche Sammelreisen und bezog im großen Stil Material aus weiten Teilen Europas und Asiens. Mit etwa 300.000 Exemplaren wuchs Vogts Hummelsammlung so zu einer der größten der Welt, die sich heute im Naturalis Biodiversity Center befindet, nachdem sie ursprünglich dem Zoölogisch Museum Amsterdam vermacht wurde.
Mit seiner Frau Cécile hatte er die Töchter Marthe Louise Vogt (1903–2003) und Marguerite Vogt (1913–2007), die beide Wissenschaftlerinnen wurden und viele Jahre in Kalifornien tätig waren.
Er starb am 31. Juli 1959, seine Beisetzung fand am 4. August im Krematorium des Freiburger Hauptfriedhofs statt.

## Auszeichnungen
- 1928: Goldene Kraepelin-Medaille
- 1960: Nationalpreis der DDR
- Ehrenmitgliedschaft verschiedener Fachverbände

## Veröffentlichungen (Auswahl)
- Über nationale Hirnforschungsinstitute. In: Journal für Psychologie und Neurologie. Band 50, 1941, Heft 1/2, S. 1 ff.